# Shauna Rohbock
Shauna Rohbock (Provo, 4 de abril de 1977) es una deportista estadounidense que compitió en bobsleigh en la modalidad doble. 
Participó en dos Juegos Olímpicos de Invierno, obteniendo una medalla de plata en Turín 2006, en la prueba doble (junto con Valerie Fleming), y el sexto lugar en Vancouver 2010.
Ganó cinco medallas en el Campeonato Mundial de Bobsleigh entre los años 2005 y 2011.

## Palmarés internacional
| Juegos Olímpicos   | Juegos Olímpicos             | Juegos Olímpicos  | Juegos Olímpicos |
| Año                | Lugar                        | Medalla           | Prueba           |
| ------------------ | ---------------------------- | ----------------- | ---------------- |
| 2006               | Turín (Italia)               | Medalla de plata  | Doble            |
| Campeonato Mundial |                              |                   |                  |
| Año                | Lugar                        | Medalla           | Prueba           |
| 2005               | Calgary (Canadá)             | Medalla de bronce | Doble            |
| 2007               | Sankt Moritz (Suiza)         | Medalla de bronce | Doble            |
| 2009               | Lake Placid (Estados Unidos) | Medalla de plata  | Doble            |
| 2009               | Lake Placid (Estados Unidos) | Medalla de bronce | Equipo           |
| 2011               | Königssee (Alemania)         | Medalla de plata  | Doble            |